# Manoir du Catel
Pour les articles homonymes, voir Catel.
Le manoir du Catel est une demeure du XIIIe siècle qui se dresse sur le territoire de la commune française d'Écretteville-lès-Baons, dans le département de la Seine-Maritime, en région Normandie.

## Localisation
Le manoir est situé à Écretteville-lès-Baons, près d'Yvetot, dans le département français de la Seine-Maritime.

## Historique
Le manoir remonte à l'époque du roi Louis IX, alors que ce dernier délègue à l'abbé de Fécamp Richard de Treigots le pouvoir de haute justice. Sa construction remonte aux années 1267-1270.
À l'origine planté en fond de vallée pour l'alimentation de ses douves en eau, l'imposante maison forte témoigne de la puissance des Abbés de Fécamp.
La maison forte adopte à l'origine un plan quadrangulaire, avec une tour à chaque angle.
Vendu comme bien national à la Révolution, le Manoir du Catel est transformé en ferme jusqu'à son rachat en 2000 par Frédéric Toussaint qui entreprend de sauver et restaurer l'édifice qui a reçu en 2013 le Grand Trophée de la plus belle restaurationde France.
En 2014, dans le cadre d'une fouille, le pont médiéval du XIIIe siècle donnant accès à la porte fortifiée est mis au jour et la forme des douves restituée.
En décembre 2024, le manoir fait partie des sites retenus pour l'édition 2024 du loto du patrimoine. Les sommes octroyées doivent servir de levier au chantier des murs d'enceinte qui s'effritent et de plusieurs portesdont la porte charretière.

## Protection
Le manoir, avec son emprise foncière et le tracé des fossés, en totalité est classé au titre des monuments historiques par arrêté du 27 août 2010.
Ce classement annule deux précédents arrêtés : manoir en totalité du 17 mai 1944 et façades et toitures ; cheminées des quatre salles du premier étage du 15 juin 1977.

## pour approfondir